# Plateforme territoriale de transition écologique
 (janvier 2021).
Inspiré de l'économie de Plateforme, la notion de plateforme territoriale développe un principe de travail collaboratif à l'échelle des territoires au service de la transition écologique. Dans une telle démarche, les acteurs du territoire dans leur diversité sont encouragés à travailler ensemble sans préjuger de leur nature ni de leurs prérogatives afin d'augmenter leur capacité collective à réussir une transformation de l'activité économique locale vers des modes plus vertueux sur le plan social et environnemental. La plateforme territoriale est un dispositif conçu pour permettre à ces acteurs, qualifiés par divers auteurs dans leur ensemble "d'écosystème territorial",,, de maximiser les transactions de connaissances, de compétences et de ressources pour atteindre un optimum de développement durable.
Une plateforme territoriale peut être définie simplement comme une organisation et un modèle économique permettant la collaboration d’un ensemble d'acteurs et ressources du territoire,. On[Qui ?] pourra citer l'exemple, dans un autre domaine, des plateformes territoriales d'appui (PTA), destinées au travail sur les parcours de santé complexes sur les territoires. Le domaine d'application de la transition écologique fait référence, sans prétendre à l'exhaustivité, à toute action permettant la préservation des ressources naturelles, la protection des habitats naturels et de la biodiversité, la recherche d'équité et d'inclusion sociale, l'adaptation au changement climatique, la préservation du patrimoine culturel et humain… ou encore tels que définis par les Objectifs du Développement Durable (ODD) et adaptés par le Ministère de la Transition Ecologique dans le cadre des Contrats de Transition Ecologique (CTE).

## Contexte et genèse du concept

### Initiatives de la société civile
Lors de la crise sanitaire, en avril 2020, un ensemble d'acteurs de la société civile, des personnes publiques et représentants de l’exécutif local ont exprimé par diverses tribunes et dans une lettre ouverte au Président de la République, Emmanuel Macron, leur conviction qu'une sortie de crise et une relance économique responsable ne pouvaient s'opérer qu'à travers des initiatives fortement ancrées localement.
Jean-François Caron, maire Europe-Écologie-les-Verts de la commune de Loos-en-Gohelle, reconnue comme territoire pionnier en matière de transition écologique,,, lance en avril 2020 l'initiative de Fabrique des transitions  dont la charte exprime notamment la volonté de voir émerger des "fabriques de transition" sur les territoires et de les mettre en réseau pour partager les bonnes pratiques.

### Prémices d'une démarche institutionnelle
En juin 2018, le Ministère de la Transition Ecologique et Solidaire engage une démarche expérimentale de contractualisation directe entre l'Etat et les territoires (Établissements publics de coopération intercommunale (EPCI), Pôles d'Equilibre Territorial et rural (PETR)…) visant à établir des démarches impulsées localement et facilitées par les services et agences de l'Etat. Dans cette approche, dite de Contrats de Transition Ecologique, les territoires sont invités à construire avec leurs acteurs locaux publics et privés une stratégie et un plan d'action opérationnel pour mettre en oeuvre un processus complet de transition écologique.
En mai 2020, la Ministre Emmanuelle Wargon rassemble un groupe de travail pluridisciplinaire et issu des sphères publiques et privées pour élaborer une feuille de route commune de la "Transition Ecologique Réussie". Le groupe de travail a rassemblé durant 1 mois l'association des maires de France, l'Ademe, le CEREMA, la 27ème Région, le Lab ESS, la Fabrique des Transitions, Colab Studio, La Fabrique Ecologique, L'ADCF, France Urbaine, l'association des Ecomaires, plusieurs représentants de territoires pionniers et plus d'une 20aine d'acteurs. Les travaux ont abouti à une vision partagée d'une relance par la transition écologique locale sur les territoires validée en juin 2020 comme une charte du Comité d'Orientation des Territoires en Transition,. Parmi ces contributions, la société Colab.Studio introduit une proposition de généralisation d'une démarche de plateforme territoriale de transition,

## Principes et modalités de mise en œuvre

### Portage et gouvernance
Les collectivités territoriales et/ou services déconcentrés de l'Etat semblent les mieux à même d'engager des démarches de plateformes territoriales. Les 78 contrats de transition écologiques (CTE) signés entre 2018 et 2020 ont été portés principalement par des EPCI et PETR. A noter toutefois que certaines démarches ont été portées par des collectifs citoyens et associations d'entreprises, comme par exemple la démarche Biovallée  dans la Drôme,.

### Exemples de services associés aux plateformes territoriales

#### Tiers lieux
La mise en oeuvre de collaboration à l'échelle d'un territoire et entre une grande variété d'acteurs implique souvent des canaux visibles et lisibles d'échanges et de rencontres. De nombreux territoires engagés dans des dynamiques collectives de transition écologique se sont appuyés sur des espaces ouverts, hybrides, facilitant la rencontre de populations hétérogènes, proposant des services mutualisés, qui peuvent être rassemblés sous l'intitulé de "tiers lieux",, A compléter.

#### Dispositifs de financement de projets locaux
A compléter

#### Plateformes numériques collaboratives
A compléter

#### Bases de connaissances et centres de ressources partagés
A compléter

#### Structures et sites dédiés à l'expérimentation
A compléter

#### Accès mutualisé à l'expertise et à la formation
A compléter